# Little Mosque on the Prairie
Little Mosque on the Prairie – kanadyjski serial komediowy, którego akcja rozgrywa się w społeczności muzłumańskiej z fikcyjnego miasteczka Mercy, w prowincji Saskatchewan. Serial nawiązuje do serialu z "Domek na prerii" (Little House on the Prairie, 1974-1984).
Premiera serii miała miejsce w styczniu 2007 roku. W marcu 2010, zakończono sezon 4. Zapowiadane są kolejne.

## Obsada
- Zaib Shaikh,
- Carlo Rota,
- Sheila McCarthy,
- Sitara Hewitt,
- Manoj Sood,
- Arlene Duncan,
- Debra McGrath,
- Derek McGrath,
- Brandon Firla,
- Neil Crone.